# Ted Sorensen

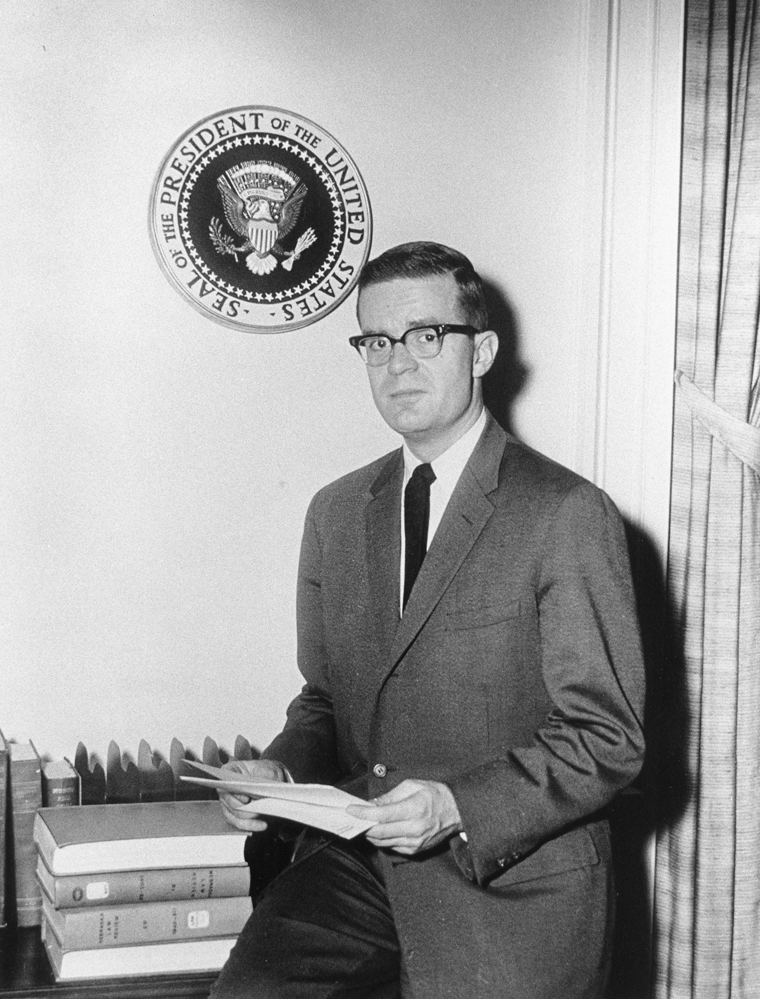
Rechtsberater Ted Sorensen

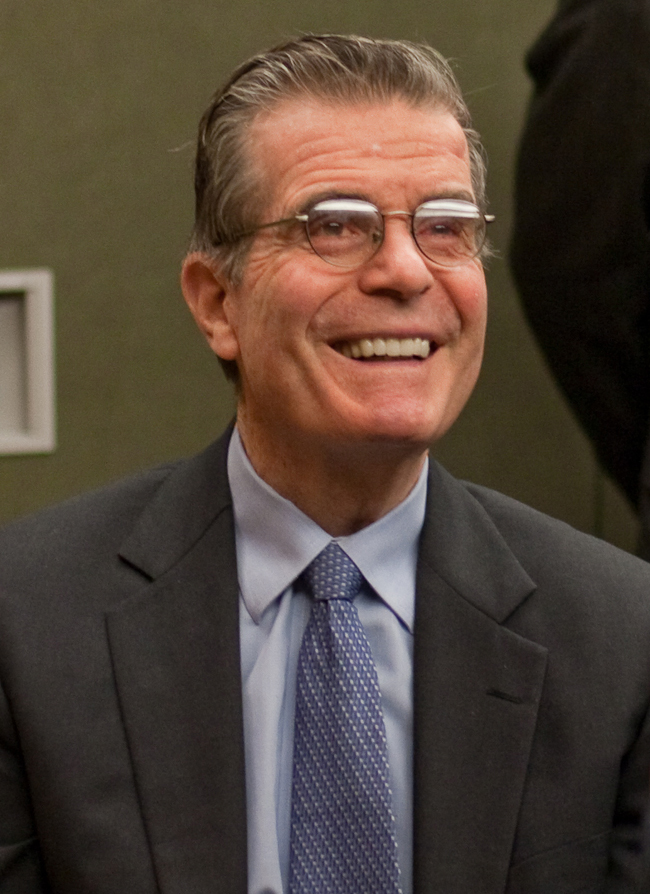
Ted Sorensen (2009)

Theodore „Ted“ Chaikin Sorensen (* 8. Mai 1928 in Lincoln, Nebraska; † 31. Oktober 2010 in New York City) war ein US-amerikanischer Autor und Jurist sowie der Chefberater John F. Kennedys.
Sorensen galt bis zur Ermordung Kennedys am 22. November 1963 in Dallas als einer der einflussreichsten und wichtigsten Vertrauten des US-Präsidenten. Er fungierte während dessen kompletter Amtszeit als Rechtsberater des Weißen Hauses und schrieb zahlreiche Reden für Kennedy.

## Leben
Ted Sorensen wurde als Sohn von Christian A. Sorensen, einem gebürtigen Dänen und dessen Frau Annis Chaikin geboren, die aus einer jüdisch-russischen Familie stammte. Er wurde nach dem US-Präsidenten Theodore Roosevelt benannt. Anders als sein Sohn war Christian Sorensen Parteimitglied der Republikaner und amtierte von 1929 bis 1933 als Justizminister (Attorney General) von Nebraska.
Nach seinem Abschluss in Rechts- und Politikwissenschaften an der University of Nebraska-Lincoln im Jahr 1951 verließ Ted Sorensen seine Heimatstadt Lincoln und zog nach Washington, D.C. Er begann als Rechtsanwalt zu praktizieren und lernte auf diese Weise Senator John F. Kennedy aus Massachusetts kennen, der Sorensen 1953, kaum 25 Jahre alt, zu seinem persönlichen Assistenten machte. In der zweiten Hälfte der 1950er Jahre widmete sich Sorensen ausschließlich der Aufgabe Kennedy als Präsidentschaftskandidaten aufzubauen. Während Kennedys Präsidentschaft galt Sorensen auf Grund seiner russischen Familiengeschichte prädestiniert mit den Sowjets zu kommunizieren. Während der Kubakrise schrieb Sorensen einen Brief an Nikita Sergejewitsch Chruschtschow, in dem er ihn im Namen der Regierung Kennedy ersuchte die Krise zu beenden.
Eine weitere wesentliche Aufgabe Sorensens war die Formulierung vieler Reden des Präsidenten. So stammten etwa die Rede zu Kennedys Amtsantritt 1961 und darin der berühmt gewordene Satz „Fragt nicht, was Euer Land für Euch tun kann, fragt, was Ihr für Euer Land tun könnt“ von Sorensen.
Nach der Ermordung des Präsidenten blieb Sorensen noch knapp vier Monate für dessen Nachfolger Lyndon B. Johnson tätig, musste jedoch auf Grund einer Kabinettsumbildung im Februar 1964 seinen Posten als Rechtsberater des Weißen Hauses räumen.
1970, zwei Jahre nach der Ermordung von Senator Robert F. Kennedy, bewarb sich Sorensen um dessen früheren Posten als Senator von New York, unterlag jedoch in den parteiinternen Vorwahlen.
Im Dezember 1976 nominierte der neu gewählte US-Präsident Jimmy Carter Sorensen als Direktor des Geheimdienstes Central Intelligence Agency (CIA). Doch die Opposition fand heraus, dass Sorensen 1945, kurz bevor er als Soldat in den Zweiten Weltkrieg hätte entsendet werden sollen, ein Dokument unterzeichnet hatte, wonach er sich weigerte als Soldat zu kämpfen. Als potenzieller Direktor der CIA war Sorensen damit untragbar. Ein weiterer Grund war, dass Sorensen geholfen hatte, Senator Edward Kennedy nach dessen Verkehrsunfall bei Chappaquiddick zu decken, bei dem Kennedys Sekretärin ums Leben gekommen war.
Zuletzt war Sorensen als Politikberater tätig und beriet sowohl den südafrikanischen Präsidenten Nelson Mandela als auch Ägyptens Staatschef Anwar as-Sadat.
Im innerparteilichen Wettstreit um die Präsidentschaftskandidatur der Demokraten für die Wahl des US-Präsidenten 2008 unterstützte Sorensen den Senator Barack Obama.

## Erwähnenswert
In seinen 2008 veröffentlichten Memoiren räumte Sorensen ein, dass er der Verfasser des Buches Zivilcourage war, für das John F. Kennedy 1957 den Pulitzer-Preis erhielt.
 Der Film Thirteen Days zeigt Ted Sorensen als Redenschreiber Präsident Kennedys, dargestellt von Tim Kelleher.

## Veröffentlichungen
- Decision-making in the White House. The olive branch or the arrows. 1963, LCCN 63-020465
- Kennedy. 1965, LCCN 65-014660
  - Kennedy. Piper, München 1965
- Kennedy legacy. 1969, LCCN 75-095303
  - Das Vermächtnis der Kennedys. Wegner, Hamburg 1969
- Watchmen in the night. Presidential accountability after Watergate. 1975, ISBN 0-262-19133-4
- Different kind of presidency. A proposal for breaking the political deadlock. 1984, ISBN 0-06-039032-8
- Why I am a democrat. 1996, ISBN 0-8050-4414-0
- Counselor. A life at the edge of history. 2008, ISBN 978-0-06-079871-0